# Capannelle

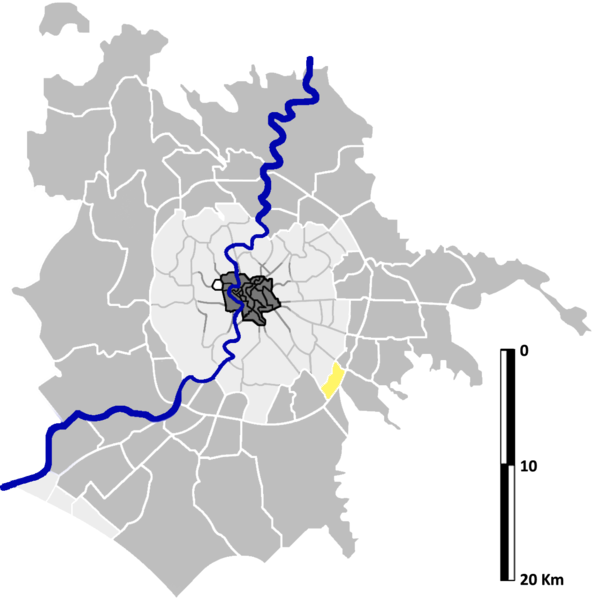
Localisation de Capannelle sur la carte administrative de Rome.

Capannelle est une zona di Roma (zone de Rome) située au sud-est de Rome dans l'Agro Romano en Italie. Elle est désignée dans la nomenclature administrative par Z.XVIII et fait partie du Municipio VII. Sa population est de 7 006 habitants répartis sur une superficie de 3,93 km2.

## Histoire
Capannelle doit son nom à deux huttes (capanna) situées sur la via Appia.

## Lieux particuliers
- Hippodrome de Capannelle
- Église San Raimondo Nonnato (1964)
- Église San Giovanni Battista all'Osteria del Curato
- Église San Giovannino delle Capannelle